# Brian Cotter, Baron Cotter

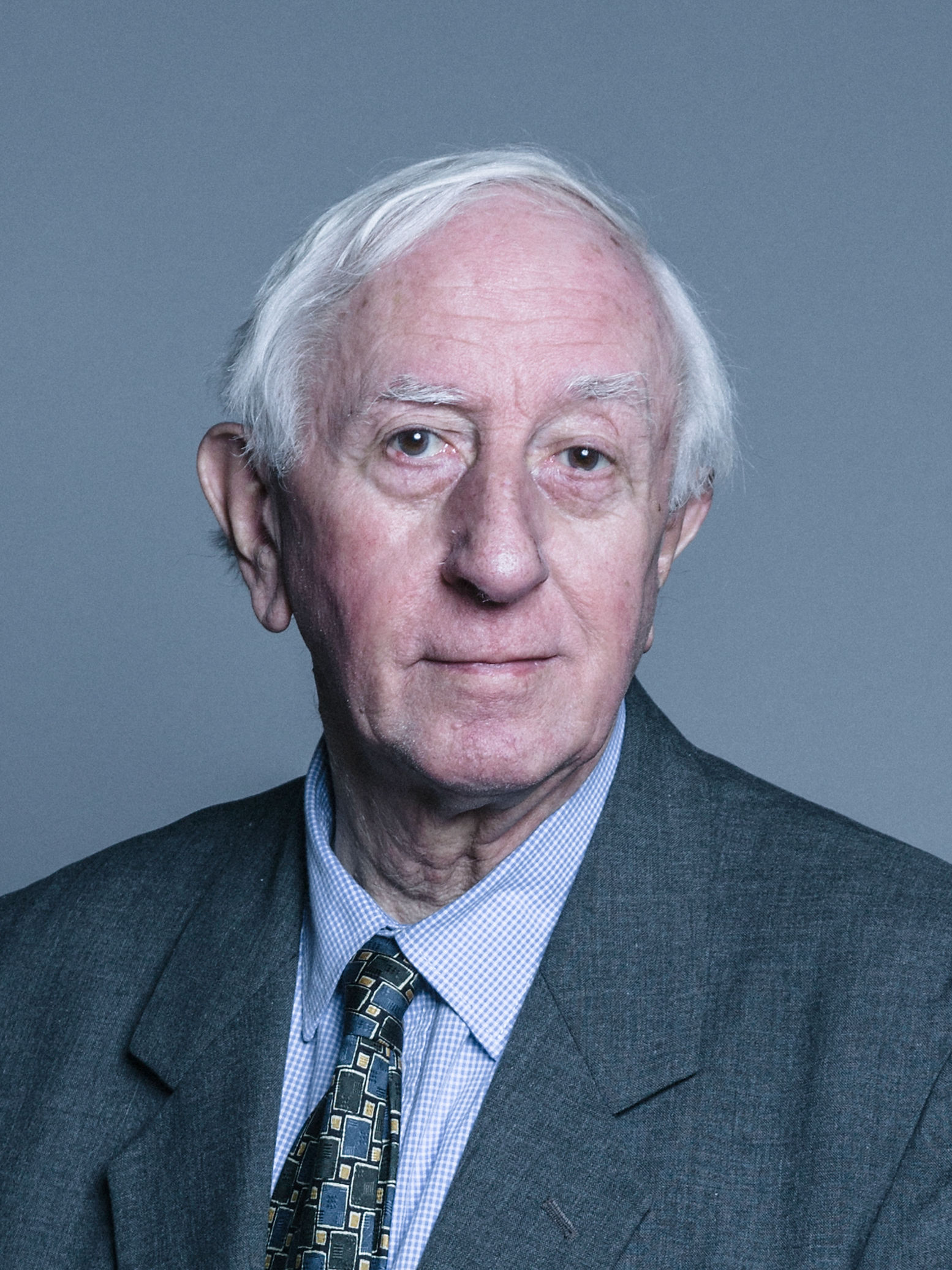
Brian Cotter, Baron Cotter (2018)

Brian Joseph Michael Cotter, Baron Cotter (* 24. August 1936 in London; † 14. November 2023) war ein britischer Politiker. Er war von 1997 bis 2005 Member of Parliament für die Liberaldemokraten im Wahlkreis Weston-super-Mare und gehörte seit 2006 als Life Peer dem House of Lords an.

## Frühes Leben
Er wurde in London als Sohn eines Arztes geboren. Er ging auf die Downside School in Somerset, wo er im Alter von 16 Jahren die Meile in 4½ Minuten rannte. Nach der Schule ging er zur British Army, wo er 2 Jahre lang seine Wehrpflicht ableistete und zeitweise in Deutschland bei der Britischen Rheinarmee stationiert war. Nach einem Wirtschaftsstudium in London führte er sein eigenes kleines Unternehmen Plasticable Ltd in Alton.

## Politische Karriere
1997 wurde er als erster Nicht-Konservativer seit 1923 Abgeordneter für den Wahlkreis Weston-super-Mare, für dessen Sitz er schon 1992 gekämpft hatte. 2001 wurde er wiedergewählt, aber 2005 wurde der Parlamentssitz von John Penrose von den Konservativen gewonnen. Während seiner Zeit im Parlament betätigte er sich als Sprecher für Mittelstand der Liberaldemokraten.
Im April 2006 wurde bekanntgegeben, dass er zum Life Peer ernannt werde, um einen Sitz der Liberaldemokraten im House of Lords einzunehmen, und am 30. Mai wurde ihm der Titel Baron Cotter, of Congresbury in the County of Somerset, verliehen. Seine Antrittsrede hielt er am 29. Juni.
Er vertrat vielfältige Interessen. Insbesondere beschäftigte er sich mit Mittelstandspolitik und Lehrlingsausbildung.

## Persönliches
Er heiratete im Februar 1963 Eyleen Patricia Wade. Sie haben zwei Söhne und eine Tochter.